# Josef Ornig
Josef Ornig, ptujski obrtnik in politik avstrijskega rodu,  * 7. junij 1859, Hrastovec, † 11. marec 1925, Gradec.

## Življenje in delo
Na Ptuju je obiskoval ljudsko šolo in 1. razred gimnazije, se nato izučil za peka in kot pekovski pomočnik potoval po Nemčiji, Franciji in Angliji. Po povratku na Ptuj je začel uporabljati dobljene izkušnje, odprl pekarno ter začel delovati pri gasilcih, v gradbenem in olepševalnem društvu ter bil med pobudniki ustanovitve ptujskega kopališče in ljudskega vrta. Hitro se je uveljavil v gospodarstvu in politiki. Leta 1888 je bil izvoljen v občinski svet ter bil v letih 1894−1918 ptujski župan. V letih 1896-1902 in 1909-1914 je bil poslanec deželnega zbora v Gradcu. V času njegovega županovanja se je Ptuj začel hitro in vsestransko razvijati; hkrati je Ornig svoje politično delo načrtno usmerjal h krepitvi nemštva v mestu in njegovi okolici. Bil je med pobudniki ustanovitve lista Štajerc, okoli katerega se je pred 1. svetovno vojno in med njo razvilo močno štajercijansko gibanje.
Kot politik deželnega zbora je zastopal gospodarske interese ptujskega okraja z idejo zgraditve velike hidroelektrarne na Dravi, z nastopanjem za gradnjo za železnice Dunaj—Split preko Ptuja ter s prizadevanjem za regulacijo Pesnice. Med vojno pa je organiziral gibanje proti majniški deklaraciji.